# Kehlkopfgesang der Inuit

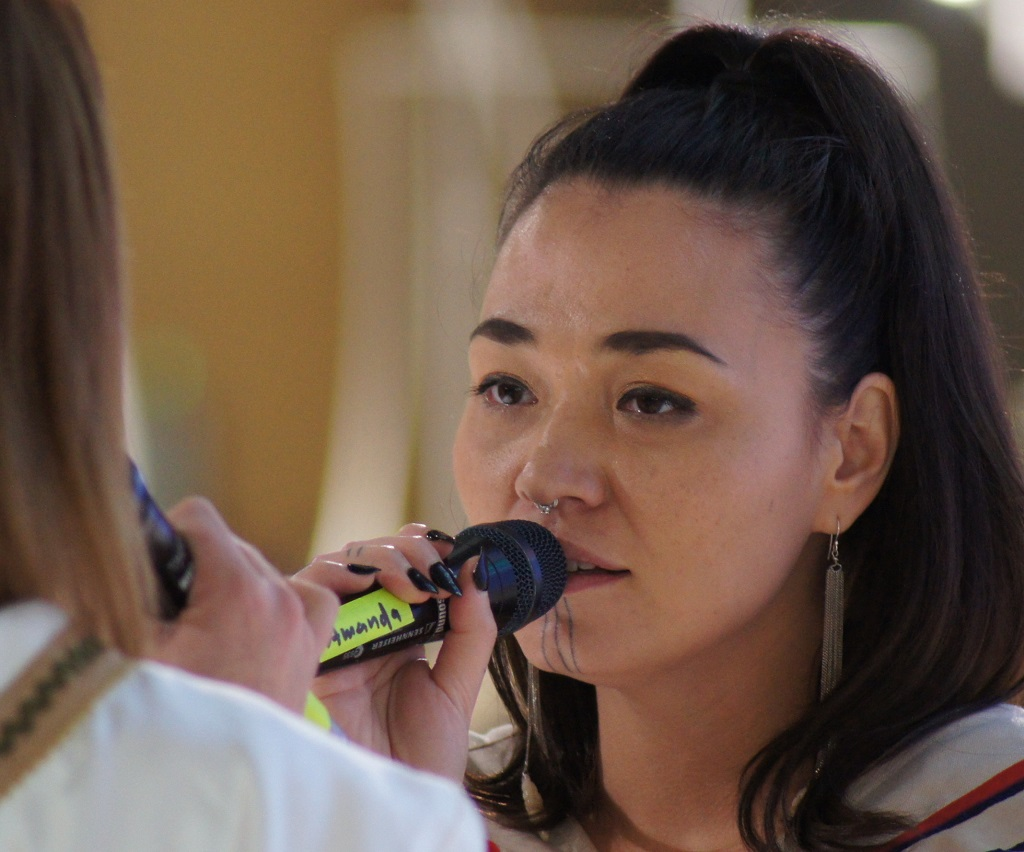
Charlotte Qamaniq beim Kehlkopfgesang

Der Kehlkopfgesang (grönländisch torlorsorneq, Inuktitut katajjaq) der grönländischen und kanadischen Inuit ist eine einzigartige Form der musikalischen Darbietung. In der traditionellen Form wird er von zwei Frauen ausgeübt, die Duette ohne instrumentale Begleitung singen. In jüngster Zeit wird die Gesangsform auch von Solistinnen praktiziert oder von Gruppen mit Mainstream-Musikgenres wie Pop, Folk, Rock und Tanzmusik kombiniert.
Die Kehlgesänge der Inuit sind kein Obertongesang und unterscheiden sich von den Kehlgesängen der tuwinischen, mongolischen und chakassischen Völker. Die beiden Sängerinnen stehen sich dicht gegenüber und produzieren abwechselnd stimmhafte und stimmlose Laute. Diese entstehen durch kräftiges geräuschhaftes Ein- und Ausatmen und ergeben rhythmische Strukturen, die zwischen den Sängerinnen nicht synchronisiert werden und sich somit überlagern. Als Wettstreit ausgeführt gewinnt diejenige Teilnehmerin, die am längsten durchhält.
Je nach Land oder Region hat der Kehlkopfgesang unterschiedliche Namen:
- Grönland
  - Torlorsorneq
- Kanada
  - Katajjaq oder Katadjak
  - Iirngaaq
  - Nipaquhiit
  - Piqqusiraarniq oder Pirkusirtuk
  - Qiarvaaqtuq.